# Слатина (Уб)
Слатина је насеље у Србији у општини Уб у Колубарском округу. Према попису из 2022. било је 286 становника.

## Историја
Први помен села је забележен у турском попису (тефтеру) за хиџретску 934. годину, тј. 1527/1528. годину по садашњем рачунању времена.

Транскрибован на модерни турски, са османске арабице, унос са 218. странице тефтера TD 144 је гласио овако:
İslatine karye, Valyeva nahiye - Село Слатина, Нахија Ваљево
Слово И додато је на почетак у складу са праксом вокалног турског језика да се додају самогласници тежим сугласничким групама, ради лакшег изговора. Слично је са градом Пећ у Метохији, на турском званим Ипек, или Скопљем, које је називано Ускуб. На исти начин су, у истом тефтеру, именовани Словац (као Исловац) и Степање (као Истепање) у суседној општини Лајковац.

## Демографија
У насељу Слатина живи 338 пунолетних становника, а просечна старост становништва износи 43,1 година (42,4 код мушкараца и 43,8 код жена). У насељу има 146 домаћинстава, а просечан број чланова по домаћинству је 2,83.
Ово насеље је великим делом насељено Србима (према попису из 2002. године), а у последња три пописа, примећен је пад у броју становника.
|  |

| Демографија | Демографија | Демографија |
| Година      | Становника  | Становника  |
| ----------- | ----------- | ----------- |
| 1948.       | 675         |             |
| 1953.       | 694         |             |
| 1961.       | 693         |             |
| 1971.       | 558         |             |
| 1981.       | 537         |             |
| 1991.       | 492         | 459         |
| 2002.       | 413         | 462         |

| Етнички састав према попису из 2002.‍ | Етнички састав према попису из 2002.‍ | Етнички састав према попису из 2002.‍ | Етнички састав према попису из 2002.‍ | Етнички састав према попису из 2002.‍ |
| ------------------------------------ | ------------------------------------ | ------------------------------------ | ------------------------------------ | ------------------------------------ |
|                                      |                                      |                                      |                                      |                                      |
| Срби                                 | Срби                                 |                                      | 409                                  | 99,03%                               |
| Југословени                          | Југословени                          |                                      | 1                                    | 0,24%                                |
| непознато                            | непознато                            |                                      | 3                                    | 0,72%                                |

| Година пописа     | 1948. | 1953. | 1961. | 1971. | 1981. | 1991. | 2002. |
| ----------------- | ----- | ----- | ----- | ----- | ----- | ----- | ----- |
| Број домаћинстава | 114   | 113   | 137   | 122   | 137   | 137   | 146   |

| Број чланова      | 1  | 2  | 3  | 4  | 5  | 6 | 7 | 8 | 9 | 10 и више | Просек |
| ----------------- | -- | -- | -- | -- | -- | - | - | - | - | --------- | ------ |
| Број домаћинстава | 36 | 44 | 18 | 21 | 16 | 7 | 3 | 1 | 0 | 0         | 2,83   |

| Пол    | Укупно | Неожењен/Неудата | Ожењен/Удата | Удовац/Удовица | Разведен/Разведена | Непознато |
| ------ | ------ | ---------------- | ------------ | -------------- | ------------------ | --------- |
| Мушки  | 179    | 50               | 108          | 11             | 10                 | 0         |
| Женски | 175    | 22               | 107          | 38             | 7                  | 1         |
| УКУПНО | 354    | 72               | 215          | 49             | 17                 | 1         |

| Пол    | Укупно                    | Пољопривреда, лов и шумарство | Рибарство                            | Вађење руде и камена | Прерађивачка индустрија       |
| ------ | ------------------------- | ----------------------------- | ------------------------------------ | -------------------- | ----------------------------- |
| Мушки  | 139                       | 94                            | 0                                    | 17                   | 8                             |
| Женски | 80                        | 61                            | 0                                    | 0                    | 4                             |
| УКУПНО | 219                       | 155                           | 0                                    | 17                   | 12                            |
| Пол    | Производња и снабдевање   | Грађевинарство                | Трговина                             | Хотели и ресторани   | Саобраћај, складиштење и везе |
| Мушки  | 3                         | 5                             | 3                                    | 0                    | 5                             |
| Женски | 0                         | 0                             | 5                                    | 2                    | 0                             |
| УКУПНО | 3                         | 5                             | 8                                    | 2                    | 5                             |
| Пол    | Финансијско посредовање   | Некретнине                    | Државна управа и одбрана             | Образовање           | Здравствени и социјални рад   |
| Мушки  | 0                         | 1                             | 0                                    | 1                    | 1                             |
| Женски | 0                         | 0                             | 2                                    | 3                    | 2                             |
| УКУПНО | 0                         | 1                             | 2                                    | 4                    | 3                             |
| Пол    | Остале услужне активности | Приватна домаћинства          | Екстериторијалне организације и тела | Непознато            | Непознато                     |
| Мушки  | 0                         | 0                             | 0                                    | 1                    | 1                             |
| Женски | 1                         | 0                             | 0                                    | 0                    | 0                             |
| УКУПНО | 1                         | 0                             | 0                                    | 1                    | 1                             |